# Papiloma intraductal
Papilomas intraductais da mama são lesões benignas com uma incidência de aproximadamente 2-3% em seres humanos. Distinguem-se geralmente dois tipos de papilomas intraductais. Os de tipo central desenvolvem-se perto do mamilo, são geralmente solitários e aparecem por volta da menopausa. Por outro lado, os de tipo periférico são vários papilomas que aparecem na periferia das mamas e em mulheres mais jovens. Os de tipo periférico estão associados a um maior risco de malignidade.